# Амазонка (растение)
 За други значения вижте Амазонка.  
Амазонката (Echinodorus amazonicus, „амазонски ехинодорус“) е популярно водно и аквариумно растение от род Ехинодорус, произхождащо от басейна на река Амазонка.

## Произход на името
Echinodorus – вж. ехинодорус; amazonicus - произхождащ от Амазонка

## Описание
Амазонката е със среден размер. В подводно състояние достига височина от 30 до 50 cm. Дръжката е с дължина до 10 cm. Петурата е единична, ланцетна, често с подвити краища, с дължина до 40 cm, ширина 1,5-3 cm, зелена на цвят с тъмни ивици по повърхността. Всеки лист има 5 надлъжни жилки. Съцветието има 4-6 разклонения. Всяко разклонение има 3-6 (до 12) цвята. Цветовете не се отварят под водата.

## Разпространение
Южна Америка, Бразилия – два хабитата в амазонските райони Rio Jamari (Rondônia) и Belém (Pará):
|  |  |

## Култивиране
Амазонката е сравнително непретенциозно и лесно за отглеждане аквариумно растение. Отглежда се в относително дълбоки – 50 и повече см съдове, богат на хранителни вещества субстрат, умерено осветление, температура 23-30 °C, умерено до бавно течение на водата. Добре е растението да не бъде засенчвано от други екземпляри. В такива условия често формира надводни и подводни съцветия. Последните дават начало на млади дъщерни растения. Летораслите могат да се отделят от майчиното растение след като достигнат размер 5 и повече сантиметра.